# USS Augusta (CA-31)
«Огаста» (англ. USS Augusta (CA-31) — військовий корабель, важкий крейсер типу «Нортгемптон» військово-морського флоту США. Військовий корабель, який отримав назву на честь міста в США, на сході штату Джорджія.

## Історія створення
Крейсер «Огаста» був закладений 2 липня 1928 року на верфі Northrop Grumman Shipbuilding Newport News, Ньюпорт-Ньюс штат Вірджинія і спущений на воду 1 лютого 1930 року.

## Історія служби

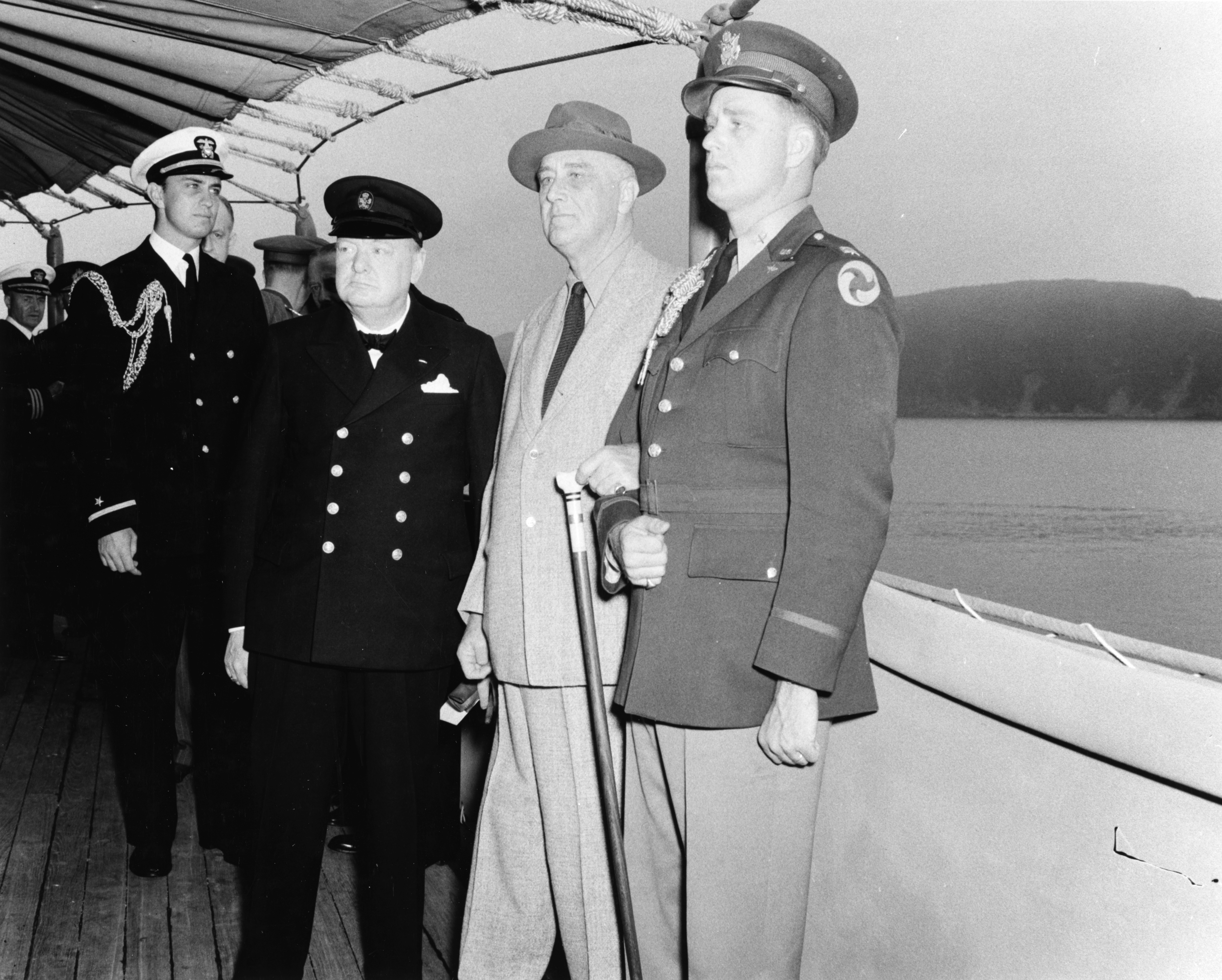
Британський прем'єр-міністр Вінстон Черчилль на зустрічі з Президентом США Франкліном Рузвельтом на борту крейсера Огаста (CA-31) неподалік від Ньюфаундленда. 9 серпня 1941. Президента підтримує його син капітан армії США Еліот Рузвельт

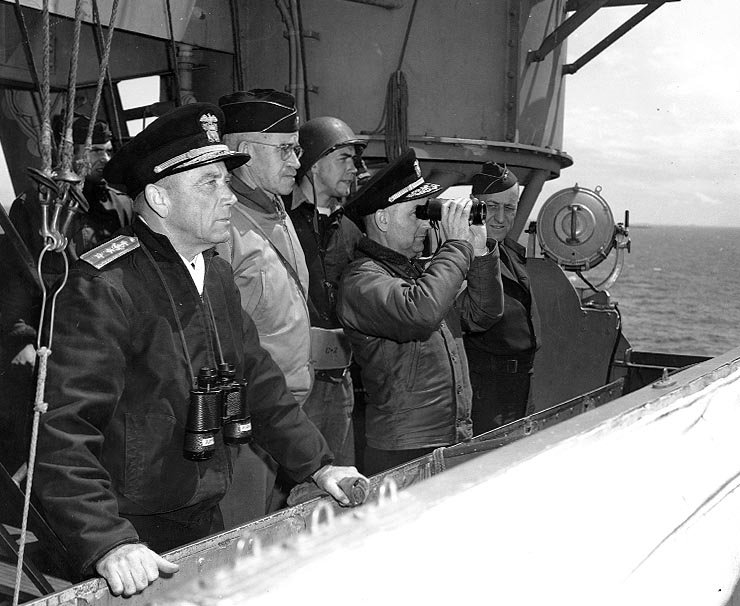
Командний склад союзних військ під час вторгнення в Нормандію на борту крейсера Огаста (CA-31), off Normandy, 8 червня 1944. (Зліва праворуч): контр-адмірал Алан Кірк, генерал-лейтенант Омар Бредлі, командувача 1-ю американською армією; контр-адмірал Артур Штрабл (з біноклем) та генерал-майор Хаг Кін

Артилерійська підтримка кораблями союзників висадки морського десанту на узбережжя Нормандії. Позиція важкого крейсеру «Огаста» в ході висадки десанту позначена червоним американським прапором. Операція «Нептун». 6 червня 1944.